# Іллюшин Ілля Юхимович
Іллюшин Ілля Юхимович — український журналіст.
Народився 1930 р. Закінчив Одеську державну консерваторію ім. А. В. Нежданової. Був артистом симфонічного оркестру Одеської консерваторії, працював журналістом з питань музики.
Автор багатьох статей про кіно в республіканській пресі.
Нагороджений Почесною грамотою Спілки журналістів СРСР, Почесним дипломом Спілки журналістів України. Член Національної спілки журналістів України.